# مجید حسینی
سید مجید حسینی (زادهٔ ۳۱ خرداد ۱۳۷۵ در تهران) بازیکن فوتبال اهل ایران است که به عنوان مدافع برای باشگاه فوتبال قیصریه اسپور در سوپر لیگ فوتبال ترکیه بازی می‌کند. او عضو تیم ملی فوتبال ایران است.

## عملکرد باشگاهی

### رده‌های پایه
او به همراه علی قلی‌زاده از استعدادهای پرورش یافته جوانان باشگاه سایپا به‌شمار می‌روند. هر دوی آنان بار دیگر در سال ۱۳۹۷ با پیراهن تیم ملی ایران به نقش‌آفرینی پرداختند.

### استقلال

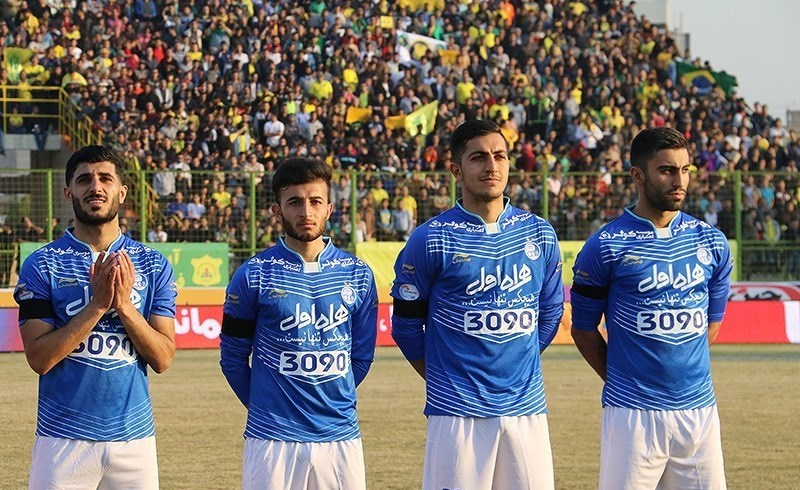
سید مجید حسینی در سمت راست نفر دوم،
سایر نفرات کاوه رضایی، مجتبی حق‌دوست، بهنام برزای

وی در نقل و انتقالات نیم فصل چهاردهمین دورهٔ لیگ برتر فوتبال ایران از باشگاه فوتبال سایپا تهران به باشگاه فوتبال استقلال پیوست.

#### ۱۳۹۵–۱۳۹۶
مجید حسینی در فصل (۱۳۹۵–۱۳۹۶) به تیم استقلال بازگشت در این فصل با حضور بازیکنانی مانند پادوانی، رابسون جانواریو در استقلال، اغلب نیمکت سهم حسینی بود،
در دربی ۸۴ در لحظات پایانی پس از اخراج سید مهدی رحمتی و اتمام تعویض‌ها رحمتی دستکش و پیراهن خود را برای چند لحظه به مجید حسینی داد
و وی بجای رحمتی درون دروازه ایستاد و این چند لحظه طول نکشید و سوت پایان به صدا درآمد.

#### ۱۳۹۶–۱۳۹۷

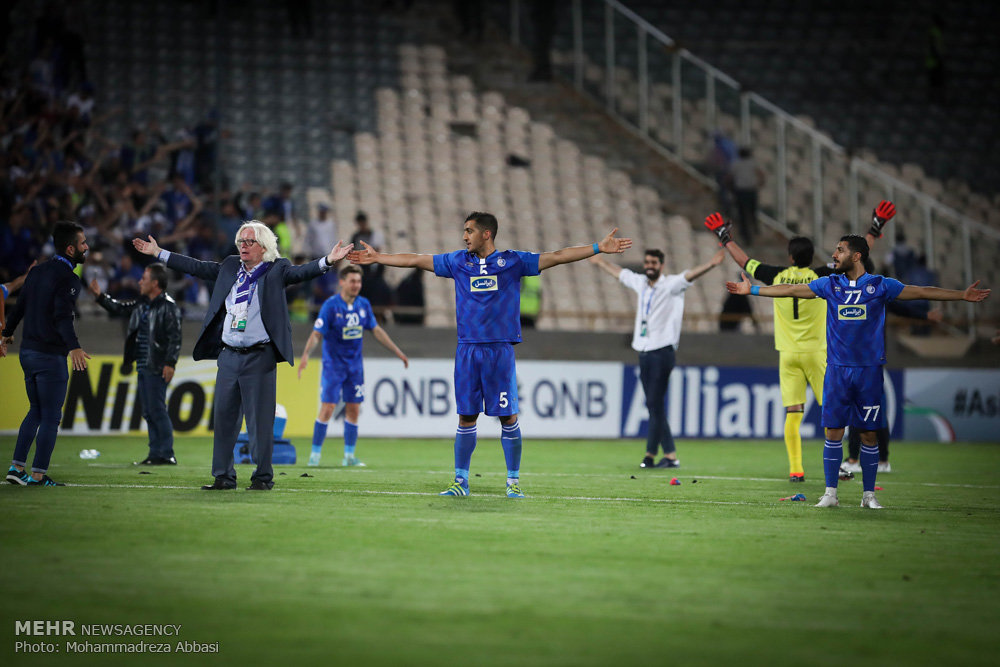
سید مجید حسینی در کنار وینفرید شفر پس از برد ذوب آهن اصفهان در لیگ قهرمانان آسیا

او در این فصل عملکرد بسیاری خوبی داشت؛ او به همراه روزبه چشمی از ستون‌های خط دفاعی استقلال بود و در ثبت کلین شیت‌های سید حسین حسینی نقش داشت. به طوری که در برخی از بازی‌ها به دلیل مصدومیت حاضر نبود خط دفاعی استقلال آسیب‌پذیر بود؛ با درخشش او در این فصل برای اولین بار به تیم ملی فوتبال ایران دعوت شد.

### راه‌آهن
او در فصل لیگ برتر فوتبال ایران ۹۵–۱۳۹۴ به صورت قرضی از تیم استقلال در باشگاه فوتبال راه‌آهن بازی کرد. ۹ بازی برای این تیم در لیگ برتر خلیج فارس به میدان رفت و توانست ۱ گل هم بزند.

### ترابزون اسپور
مجید حسینی پس از بازی‌های قابل قبول در جام جهانی روسیه با پیراهن تیم ملی ایران مورد توجه باشگاه‌های اروپایی قرار گرفت و در تاریخ ۸ تیر ۱۳۹۷ باشگاه فوتبال ترابزون‌اسپور هم بازی وحید امیری شد. او به همراه این تیم به قهرمانی در جام حذفی فوتبال ترکیه و سوپر جام فوتبال ترکیه دست یافت. درنهایت پس از دو فصل حضور در این تیم از ترابزون اسپور جدا شد.

### قیصریه اسپور
حسینی در ۲۶ اوت ۲۰۲۱ با قرادادی دوساله به باشگاه فوتبال ترابزون اسپور ملحق شد. پس از پیوستن به این تیم با مامه تیام و علی کریمی هم بازی شد، پس از درخشش در این تیم به تیم ملی فوتبال ایران برای شرکت در جام جهانی ۲۰۲۲ دعوت شد.

## آمار باشگاهی
| باشگاه               | فصل                  | لیگ                  | لیگ  | لیگ | جام حذفی | جام حذفی | قاره‌ای | قاره‌ای | دیگر | دیگر | مجموع | مجموع |
| باشگاه               | فصل                  | دسته                 | بازی | گل  | بازی     | گل       | بازی   | گل     | بازی | گل   | بازی  | گل    |
| -------------------- | -------------------- | -------------------- | ---- | --- | -------- | -------- | ------ | ------ | ---- | ---- | ----- | ----- |
| استقلال              | ۲۰۱۳–۱۴              | لیگ برتر             | ۴    | ۰   | ۰        | ۰        | –      | –      | –    | –    | ۴     | ۰     |
| استقلال              | ۲۰۱۵–۱۶              | لیگ برتر             | ۱    | ۰   | ۰        | ۰        | –      | –      | –    | –    | ۱     | ۰     |
| استقلال              | ۲۰۱۶–۱۷              | لیگ برتر             | ۱۶   | ۱   | ۲        | ۰        | ۳      | ۰      | –    | –    | ۲۱    | ۱     |
| استقلال              | ۲۰۱۷–۱۸              | لیگ برتر             | ۲۲   | ۰   | ۴        | ۱        | ۵      | ۰      | –    | –    | ۳۱    | ۱     |
| مجموع استقلال        | مجموع استقلال        | مجموع استقلال        | ۴۳   | ۱   | ۶        | ۱        | ۸      | ۰      | –    | –    | ۵۷    | ۲     |
| راه آهن (قرضی)       | ۲۰۱۴–۱۵              | لیگ برتر             | ۹    | ۱   | ۰        | ۰        | –      | –      | –    | –    | ۹     | ۱     |
| مجموع راه‌آهن         | مجموع راه‌آهن         | مجموع راه‌آهن         | ۹    | ۱   | ۰        | ۰        | –      | –      | –    | –    | ۹     | ۱     |
| ترابوزان اسپور       | ۲۰۱۸–۱۹              | سوپر لیگ             | ۲۵   | ۰   | ۴        | ۱        | –      | –      | –    | –    | ۲۹    | ۱     |
| ترابوزان اسپور       | ۲۰۱۹–۲۰              | سوپر لیگ             | ۱۶   | ۱   | ۴        | ۰        | ۸      | ۰      | –    | –    | ۲۸    | ۱     |
| ترابوزان اسپور       | ۲۰۲۰–۲۱              | سوپر لیگ             | ۱۸   | ۰   | ۱        | ۰        | ۰      | ۰      | ۰    | ۰    | ۱۹    | ۰     |
| مجموع ترابوزان اسپور | مجموع ترابوزان اسپور | مجموع ترابوزان اسپور | ۵۹   | ۱   | ۹        | ۱        | ۸      | ۰      | –    | –    | ۷۶    | ۲     |
| قیصریه اسپور         | ۲۰۲۱–۲۲              | سوپر لیگ             | ۲۸   | ۰   | ۷        | ۳        | –      | –      | –    | –    | ۳۵    | ۳     |
| قیصریه اسپور         | ۲۰۲۲–۲۳              | ۲۵                   | ۲    | ۳   | ۱        | –        | –      | –      | –    | ۲۸   | ۳     |       |
| قیصریه اسپور         | ۲۰۲۳–۲۴              | ۱۰                   | ۰    | ۰   | ۰        | –        | –      | –      | –    | ۱۰   | ۰     |       |
| قیصریه اسپور         | ۲۰۲۴–۲۵              | ۱۴                   | ۰    | ۰   | ۰        | –        | –      | –      | –    | ۱۴   | ۰     |       |
| مجموع قیصریه اسپور   | مجموع قیصریه اسپور   | مجموع قیصریه اسپور   | ۷۷   | ۲   | ۱۰       | ۴        | –      | –      | –    | –    | ۸۷    | ۶     |
| مجموع آمار           | مجموع آمار           | مجموع آمار           | ۱۸۸  | ۵   | ۲۵       | ۶        | ۱۶     | ۰      | ۰    | ۰    | ۲۲۹   | ۱۱    |

## افتخارات

### استقلال
- جام حذفی فوتبال ایران (۱): ۱۸–۲۰۱۷[۴][۵]

#### ترابزون اسپور
- جام حذفی فوتبال ترکیه (۱): ۲۰–۲۰۱۹[۶][۷][۸]
- سوپر جام فوتبال ترکیه (۱): ۲۰۲۰[۹][۱۰][۱۱]

#### قیصریه اسپور
- جام حذفی فوتبال ترکیه: ۲۲–۲۰۲۱[۱۲][۱۳] (نایب قهرمانی)

### ملی
تیم ملی فوتبال ایران
- مسابقات قهرمانی فوتبال آسیای مرکزی (۱): ۲۰۲۳

### فردی
- تیم منتخب سال لیگ برتر خلیج فارس: ۹۷–۱۳۹۶[۱۴]
- دومین لژیونربرتر ایرانی سال ۱۴۰۱ در نوروز فوتبالی

## آمار ملی

### بازی‌های ملی
تا تاریخ ۱۹ ژانویه ۲۰۲۴
| ایران | ایران | ایران |
| سال   | بازی  | گل    |
| ----- | ----- | ----- |
| ۲۰۱۸  | ۷     | ۰     |
| ۲۰۱۹  | ۶     | ۰     |
| ۲۰۲۱  | ۱     | ۰     |
| ۲۰۲۲  | ۷     | ۰     |
| ۲۰۲۳  | ۳     | ۰     |
| ۲۰۲۴  | ۴     | ۰     |
| مجموع | ۲۸    | ۰     |

## عملکرد ملی
وی در سال ۱۳۹۶ اولین بار توسط کارلوس کی‌روش به تیم ملی ایران دعوت شد؛ و نخستین بازی خود را برای تیم ملی در سال ۱۳۹۷ در شب خداحافظی ملی پوشان برای حضور در جام جهانی ۲۰۱۸ روسیه در مقابل ازبکستان انجام داد.

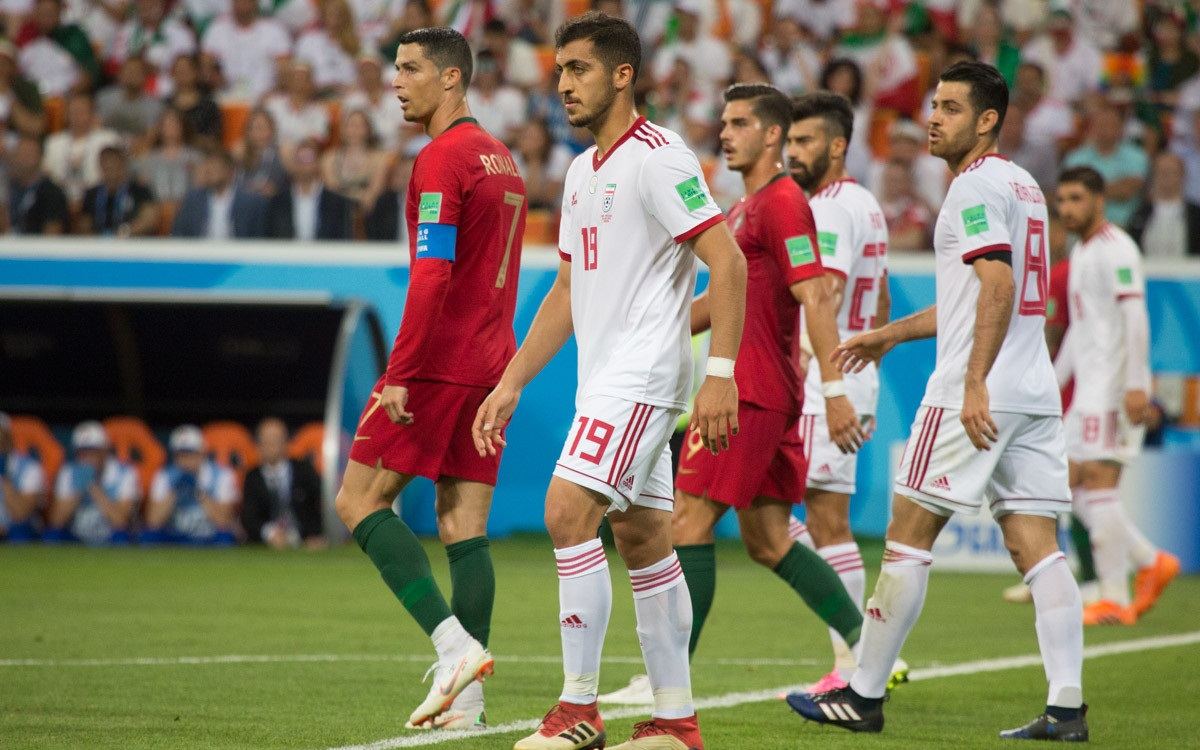
حسینی در دیدار ایران و پرتغال در جام جهانی ۲۰۱۸

سیدمجید حسینی پس از درخشش پیاپی جزو نفرات حاضر در جام جهانی ۲۰۱۸ بود؛ در بازی اول ایران مقابل تیم ملی مراکش او به عنوان بازیکن تعویضی بجای امید ابراهیمی وارد مسابقه شد و عملکرد خوبی داشت، پس از مصدومیت روزبه چشمی در تمرینات تیم ملی او در ترکیب اصلی قرار گرفت و در مقابل تیم ملی اسپانیا و پرتغال بازی کرد و جزو بهترین نفرات در بین چهار تیم گروه B بود پس از این مورد توجه تیم‌های مطرح اروپایی قرار گرفت.

### جام جهانی ۲۰۲۲
حسینی در لیست کارلوس کی‌روش برای حضور در جام جهانی فوتبال ۲۰۲۲ قرار گرفت و راهی قطر شد. و در هر سه بازی برابر انگلستان، ولز، آمریکا فیکس بود.

### جام کافا ۲۰۲۳
وی با هدایتامیر قلعه‌نویی توانست همراه با تیم ملی فوتبال ایران عنوان قهرمانی اولین دوره مسابقات قهرمانی فوتبال آسیای مرکزی ۲۰۲۳ را کسب کند.

### جام ملت‌های آسیا ۲۰۲۳
وی برای جام ملت‌های آسیا به تیم ملی ایران دعوت شد، و در بازی‌های دوستانه قبل از جام ملت‌ها در مقابل بورکینافاسو و اندونزی به میدان رفت.